# Erlin Gutiérrez
Erlin Humberto Gutiérrez Alvarado (El Progreso, Honduras, 25 de junio de 1995) es un futbolista hondureño. Juega de delantero y su equipo actual es el Génesis de Comayagua de la Liga Nacional de Honduras.

## Clubes
| Club                    | País     | Año       |
| ----------------------- | -------- | --------- |
| Yoro F. C.              | Honduras | 2016-2017 |
| C. D. Social Sol        | Honduras | 2017-2018 |
| C. D. Honduras Progreso | Honduras | 2019      |
| Lone F. C.              | Honduras | 2020      |
| C. D. Social Sol        | Honduras | 2021      |
| Olancho F. C.           | Honduras | 2022-2023 |
| Génesis de Comayagua    | Honduras | 2023-     |

## Palmarés

### Campeonatos nacionales
| Título                    | Club          | País     | Año  |
| ------------------------- | ------------- | -------- | ---- |
| Torneo Clausura (Ascenso) | Olancho F. C. | Honduras | 2022 |